# Frederick Gerard Peake

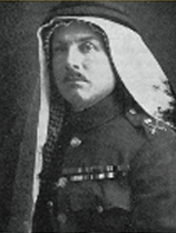
Frederick Gerard Peake

Frederick Gerard Peake CMG, CBE (* 12. Juni 1886 in Epsom, Surrey; † 30. März 1970 in Kelso, Schottland) war ein britischer Offizier.

## Leben
Peake wurde als Sohn eines Oberstleutnants der British Army geboren. Nach einer erfolglosen Bewerbung zur Royal Navy wurde Peak an der Royal Military Academy Sandhurst angenommen. 1906 wurde er als Second Lieutenant zum Duke of Wellington’s Regiment in Britisch-Indien abgeordnet. Im Frühjahr 1914 wurde er auf eigene Initiative nach Ägypten versetzt. 1915 befehligte er als Hauptmann eine Kamelkompanie. 1916 nahm er an der Niederwerfung eines Aufstands in Darfur sowie an Kämpfen gegen bulgarische Truppen um Saloniki teil. Im Zuge der arabischen Revolte kommandierte Peake das Kamelkorps der Streitkräfte von T. E. Lawrence.
Nach Kriegsende wurde er nach Transjordanien versetzt, wo er zunächst den Befehl über die dortige Gendarmerie innehatte. 1923 erfolgte auf sein Betreiben hin die Gründung der Arabischen Legion durch die Fusion bestehender Verbände. Peake kommandierte die Einheit bis zu seinem Ruhestand im März 1939, als sie John Bagot Glubb übertragen wurde. Peake ließ sich nach seinem Abschied in Schottland nieder. Während des Zweiten Weltkriegs war Peake im Zivilschutz tätig. Er starb am 30. März 1970. Peake war verheiratet und hinterließ eine Tochter.